# 第68师团 (日本陆军)
第68师团（だいろくじゅうはちしだん）是大日本帝國陸軍师团之一。

## 沿革
太平洋战争開战後由驻扎在中國的独立混成旅团改編而成，是以负责占領地的警備和治安为目的而編成的治安师团之一。1942年（昭和17年）2月以在華中的独立混成第14旅团为基础編成。
同年4月完成整编之后，将总部设在九江，接管其前身独立混成第14旅团的任務，继续进行九江附近的警備和治安維持任务。
师团的編制，主要是两支分别由4个独立步兵大隊组成的步兵旅（甲种师团的步兵旅团由2個联队構成）构成，因火炮力欠缺而定为丙种师团。
1942年12月，参加大別山地区作战，1943年（昭和18年）4月参加鄂西会战。同年11月起到1944年（昭和19年）1月参加常德会战，取得占领漢寿等地的战果。同年5月起以第11軍直轄部隊的身份参加大陆打通作战其中的豫湘桂会战。加入衡陽攻略作战，作战结束后负责衡陽的警備任务。之後，在第20軍属下于華南地区的中国軍交战。
1945年（昭和20年）4月，为进行華中方面的防備任务，移动至常寧强化当地防備，在当地迎来終战。

## 师团概要

### 歴代师团長
- 中山惇 中将：1942年4月1日 -
- 佐久間為人 中将：1943年3月25日 -1944年6月28日
- 堤三樹男 中将：1944年7月1日 -

### 最終司令部構成
- 参謀長：小合茂大校
  - 参謀：大場軍勝中校
- 高級副官：山田誉六少校

### 最終所属部隊
- 步兵第57旅团（大阪）：黑濑平一少将
  - 独立步兵第61大隊：南部博之大尉
  - 独立步兵第62大隊：飯伏義盛少校
  - 独立步兵第63大隊：平松金松大尉
  - 独立步兵第64大隊：藤原稔少校
- 步兵第58旅团（和歌山）：関根久太郎少将
  - 独立步兵第65大隊：横田忠广大尉
  - 独立步兵第115大隊：安藤修道中校
  - 独立步兵第116大隊：麻生雄次郎大尉
  - 独立步兵第117大隊：永里恒彦少校
- 第68师团通信隊：三輪七郎少校
- 第68师团工兵隊：北川三平少校
- 第68师团輜重隊：上山正敏中校
- 第68师团野战医院：森田清司軍医少校
- 第68师团病馬廠：御園生实三大尉